# 具志坚兴清
具志坚兴清（日语：／ Gushiken Kōsei，1942年6月10日—），日本男子田径运动员。他曾参加1972年夏季奥运会田径比赛，还曾获得1966年亚洲运动会男子三级跳远金牌。